# Вистрорио
Вистро̀рио (на италиански: Vistrorio; на пиемонтски: Vistror, Вистрор) е село и община в Метрополен град Торино, регион Пиемонт, Северна Италия. Разположено е на 480 m надморска височина. Към 1 януари 2020 г. населението на общината е 519 души, от които 25 са чуждестранни граждани.